# Shooshie Sulaiman
Shooshie Sulaiman (* 1973 in Muar, Malaysia) ist eine malaysische Künstlerin, die in Kuala Lumpur lebt.

## Leben und Werk
„Das künstlerische Werk von Shooshie Sulaiman umfasst Objekte, Zeichnungen und Assemblagen. Ihr konzeptuelles und materielles Interesse gilt der Sprache und dem Wesen der Erinnerung, verbunden mit dem Wunsch nach persönlichem Ausdruck und Interaktion. Dabei werden die Grenzen zwischen privat und öffentlich – zwischen Innenwelt und Aussenwelt – aufgehoben.“

Shooshi Sulaiman erhielt 1996 einen Bachelor in Fine Art an der Universiti Teknologi MARA. Sie nutzt für ihre Zeichnungen, Collagen, Installationen und Performances oft natürliche Materialien, wie zum Beispiel Teile von Bäumen, Erde und Wasser.

## Ausstellungen (Auswahl)
- 2007: documenta 12, Kassel
- 2009: Asia Pacific Trienniale, Queensland
- 2011: Singapore Biennale, Singapur
- 2014: Gwangju Biennale, Gwangju
- 2016: Malay Mawar Kadist Art Foundation, Paris